# Ballistiet
Ballistiet is een door Alfred Nobel in 1887 uitgevonden explosieve stuwstof en bestaat uit 10% kamfer, 45% nitroglycerine en 45% collodion.
Zijn patent specificeerde dat de nitrocellulose van "de bekende oplosbare soort" moest zijn. Mettertijd was de kamfer ook geneigd om te verdampen wat dan een onstabiele explosieve stof achterliet.
Ballistiet is een explosief met een stabiele ontbranding, het biedt de artilleristen de mogelijkheid ballistische berekeningen te maken om de kogelbaan te bepalen.